# لونغ بوند (بنسلفانيا)
لونغ بوند، ولاية بنسلفانيا (بالإنجليزية: Long Pond, Pennsylvania)‏ هي مدينة من مدن الولايات المتحدة.